# Sailing (Christopher-Cross-Lied)
Sailing ist ein Lied von Christopher Cross aus dem Jahr 1980, das von ihm geschrieben und produziert wurde. Es erschien auf dem Album Christopher Cross.

## Geschichte
Sailing war eines der ersten Lieder, die mit einem 3M digital recording system digital aufgenommen wurden. Die Erstveröffentlichung fand am 15. Juni 1980 statt. In den Vereinigten Staaten und in Kanada wurde die Softrock-Ballade ein Nummer-eins-Hit. Das Lied handelt vom Freiheitsgefühl des Segelns. Der Refrain lautet „Sailing takes me away to where I’ve always heard it could be. Just a dream and the wind to carry me.“ Mitte der 1980er Jahre hörte man das Lied in einer Werbung der Flugzeuggesellschaft Aeroméxico.

## Rezeption

### Chartplatzierungen
| ChartsChartplatzierungen       | Höchstplatzierung | Wochen |
| ------------------------------ | ----------------- | ------ |
| Vereinigte Staaten (Billboard) | 1 (21 Wo.)        | 21     |
| Vereinigtes Königreich (OCC)   | 48 (6 Wo.)        | 6      |

| ChartsJahrescharts (1980)      | Platzierung |
| ------------------------------ | ----------- |
| Vereinigte Staaten (Billboard) | 32          |

### Auszeichnungen für Musikverkäufe
| Land/Region                  | Auszeichnungen für Musikverkäufe (Land/Region, Auszeichnung, Verkäufe) | Verkäufe |
| ---------------------------- | ---------------------------------------------------------------------- | -------- |
| Vereinigtes Königreich (BPI) | Silber                                                                 | 200.000  |
| Insgesamt                    | 1× Silber ·                                                            | 200.000  |

### Auszeichnungen bei Musikpreisen
Bei den Grammy Awards 1981 gewann Cross mit Sailing in den Kategorien Single des Jahres (Record Of The Year), Song des Jahres (Song Of The Year) und Bestes Arrangement mit Gesangsbegleitung (Best Arrangement Accompanying Vocals).

## Coverversionen
- 1992: The Four Freshmen
- 1999: Sean Combs (Best Friend)
- 2000: David Young
- 2002: Christopher Peacock
- 2003: Chicane (Love on the Run)
- 2007: Barry Manilow
- 2023: Benny Sings